# عمارت کلاه‌فرنگی رشت
عمارت کلاه فرنگی رشت مربوط به دوره قاجار است و در ضلع جنوبی باغ محتشم رشت در کنار رودخانه گوهررود واقع شده‌است. مالک اصلی پارک، اکبرخان بیگلربیگی از مالکان و حکم‌رانان قدیم گیلانی بوده‌است که پس از این پارک به دختر او به ارث رسید و سپس باغ در مالکیت
محتشم‌‌الملک از مالکین و حکمرانان قدیم گیلان در زمان مشروطیت بود و از این تاریخ به باغ محتشم شهرت یافت.
این اثر در تاریخ ۲۶ آبان ۱۳۷۵ با شمارهٔ ثبت ۱۷۶۴ به‌عنوان یکی از آثار ملی ایران به ثبت رسیده است.

## ساختمان عمارت
عمارت کلاه فرنگی دارای ۴ طبقه است اما از بیرون به نظر می‌آید که ۳ طبقه دارد. طبقات اول و دوم هر یک دارای دو اتاق است و این اتاق‌ها هر یک به وسیله پنجره‌هایی نورگیری داخلی و تهویه مناسب را در فصل گرم سال فراهم می‌کنند. بلندترین اتاق این عمارت هشت‌گوش و از هر سو دارای پنجره‌هایی است که رو به باغ باز می‌شود و مصالح به کار رفته در آن آجر، چوب و گچ است.

## مصالح عمارت

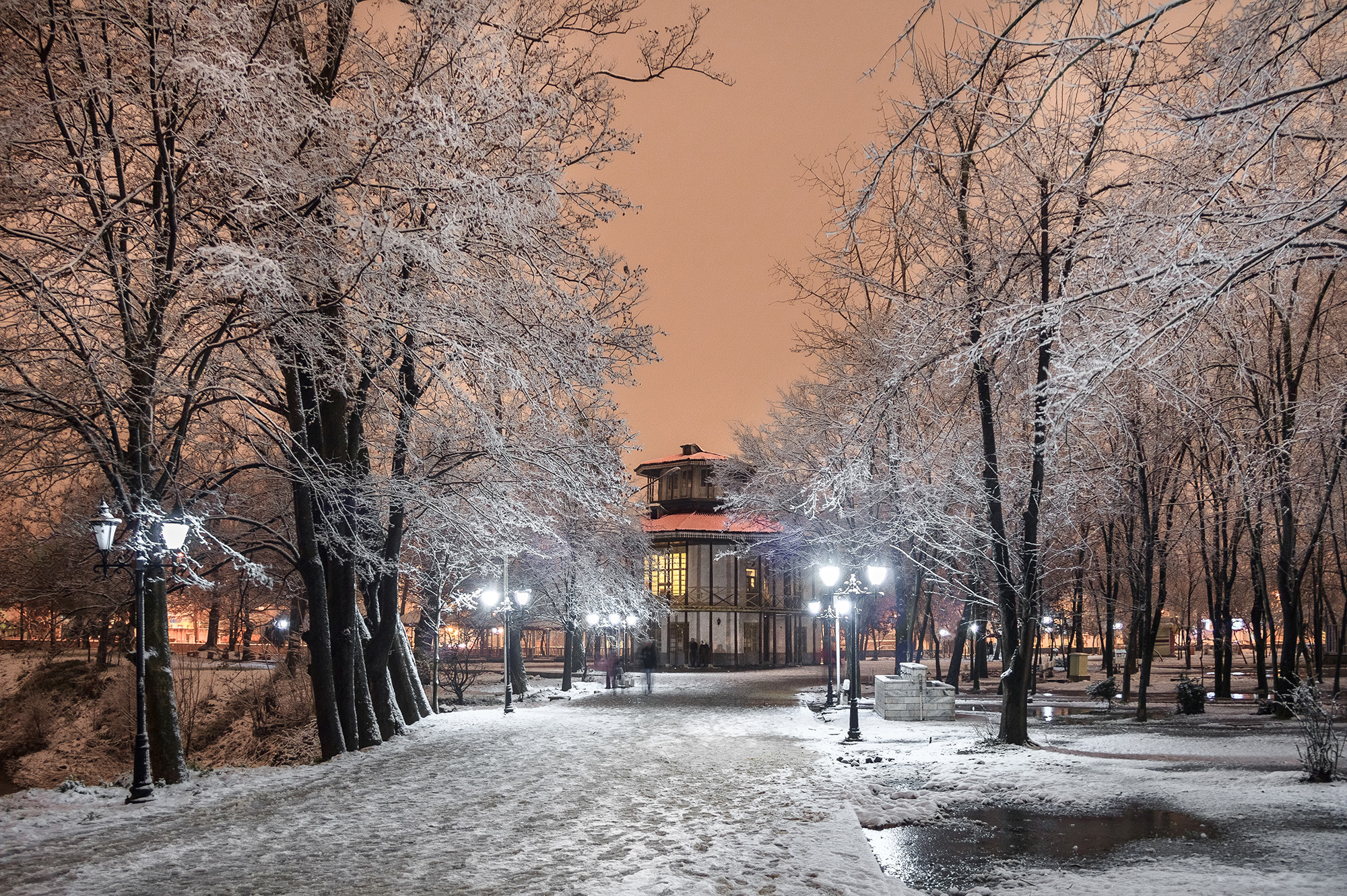
کاخ کلاه فرنگی رشت در شب

مصالح به کار رفته در بنا از جنس آجر و چوب بوده و بام آن به صورت خرپشته‌ای و پوشش آن از جنس سفال خمره‌ای تعبیه شده، که در زیر آن سفال‌هایی قرار گرفته‌اند که کار آن‌ها عایق بندی گرمایی و سرمایی ساختمان و نگهداری سفال می‌باشد. دور تا دور ساختمان در طبقه اول به صورت ایوان و در طبقه دوم به صورت بالکنی چوبی است، که ۶۸ ستون بالکن بام ساختمان را مهار کرده، دامنه ساختمان از سر شیرهایی چوبی ساخته شده که به صورت دو پوش است که برای جلوگیری از ریزش برف و باران به داخل ساختمان طول آن را بلند گرفته‌اند.
باغ محتشم و عمارت کلاه فرنگی، در گذشته، از محلات کم تردد رشت بوده‌است و به همین علت محلی برای سکونت تابستانی حکمران و فرمان‌داران بود، اما با توجه به توسعه شهر و افزایش جمعیت و خیابان‌های ارتباطی در کنار این پارک جهت دسترسی به مرکز شهر و احداث بنای استانداری و شهربازی در ضلع غربی این پارک موجب شده تا این عوامل آرامش و سکوت محل و منطقه را تحت تأثیر قرار دهد.